# زحافة نحاسية
الزحافة النحاسية (الاسم العلمي:†Aerosaurus) هي جنس منقرضة من الحيوانات تتبع فصيلة ورلية العيون من رتبة البليكوصوريات.

## أنواع الزحافة النحاسية
- زحافة نحاسية ويليسية